# 高橋巌 (農学者)
高橋 巌（たかはし いわお、1961年 - ）は、日本の農業経済学者、農学者。日本大学教授。東京都国分寺市生まれ。

## 研究
農業経済・地域経済の分野において、農・食・地域経済とこれに関連する問題を中心に、経営組織論的分析をベースとする内発的地域開発視点による調査研究を行っている。特に、「農業の担い手」として正当に扱われてこなかった地域農業における高齢者の果たす役割に光を当て、「多様な担い手論」の立場から「定年帰農」を学問的に検証し、その可能性を肯定的に論じた。
近年は、地域農業生産基盤と内発性を解体する原発等環境破壊・TPP等自由貿易原理主義に対し、それに抗するオルタナティブにも言及し、その具体策としての「社会的連帯経済」などの理論的整理も行っている。実務・調査研究経験を踏まえ、中山間地域、協同組合・共済事業、有機農業、脱原発と資源環境保全・地域エネルギー自給、グリーン・ツーリズム、セーフティネット、酪農経済など、農業経済・食料問題や非営利協同組織における研究業績がある。

## 略歴
- 1961年 - 東京都北多摩郡国分寺町（現・国分寺市）生まれ
- 1984年 - 日本大学農獣医学部食品経済学科卒業
- 1986年 - 日本大学大学院農学研究科農業経済学専攻博士前期課程修了
- 1986年 - 埼玉県・狭山市農業協同組合（- 1987年）
- 1987年 - (社)中央酪農会議（- 1996年）
- 1996年 - (社)農協共済総合研究所研究員～主任研究員（- 2005年）
- 1999年 - 駿河台大学経済学部非常勤講師（兼任、- 2014年）
- 2002年 - 日本大学より博士（農学）を取得[6]
- 2005年 - 日本大学生物資源科学部食品経済学科助教授（- 2007年）
- 2007年 - 日本大学生物資源科学部食品経済学科准教授（職位名変更、- 2010年）
- 2010年 - 日本大学生物資源科学部食品ビジネス学科准教授（学科名変更、- 2012年）
- 2012年 - 日本大学生物資源科学部食品ビジネス学科教授
- 2013年10月-2017年3月 - 日本大学生物資源科学部食品ビジネス学科  学科主任
- 2017年4月 -2019年３月 - 日本大学生物資源科学部 国際地域研究所長
- 2018年7月-2018年10月 - 日本大学  短期Ａ海外派遣研究員／赴任地：スペイン・バルセロナ大学経済学部
- 2022年10月 - 昭和女子大学食健康科学部食安全マネジメント学科 非常勤講師（兼任）
- 2024年4月 - 日本獣医生命科学大学応用生命科学部動物科学科 非常勤講師（兼任）

## 主要著作
- 『高齢者と地域農業』 家の光協会  2002年10月　ISBN 4259517848
- 『人を幸せにする食品ビジネス学入門第２版』（共著） オーム社  2021年7月　ISBN 978-4-274-22737-0
- 『有機農業大全－持続可能な農の技術と思想』（共著）コモンズ　2019年12月 ISBN 9784861871641
- 『地域を支える農協－協同のセーフティネットを創る』（編著）コモンズ 　2017年12月 ISBN 978-4-86187-145-0　　　　　　　※日本協同組合学会・学会賞「学術賞（共同研究）」受賞。
- 『人を幸せにする食品ビジネス学入門』（共著） オーム社  2016年10月　ISBN 978-4-274-21954-2
- 『社会保護政策論－グローバル健康福祉社会への政策提言－』 （共著）慶應義塾大学出版会  2014年5月 ISBN 978-4-7664-2109-5
- 『食と農の社会学－生命と地域の視点から－』（共著）ミネルヴァ書房  2014年5月 ISBN 978-4-623-07017-6
- 『全国農村サミット2012　地域の復興再生力と大学の役割　パート2』（共著）農林統計協会  2013年9月 ISBN 978-4-541-03944-6
- 『全国農村サミット2011　地域の復興再生力と大学の役割』（共著）農林統計協会  2012年8月 ISBN 978-4-541-03883-8
- 『脱原発社会を創る30人の提言』（共著）コモンズ 2011年7月　ISBN 978-4-86187-084-2
- 『酪農乳業の危機と日本酪農の進路』（共著）筑波書房 2011年6月　ISBN 978-4-8119-0388-0
- 『＜食・農＞エコリーダーになろう（農業・漁業編）』（共著）『＜食・農＞エコリーダーになろう（食育編）』（共著）中央経済社 2011年3月　ISBN 978-4-502-43300-9, ISBN 978-4-502-43290-3
- 『高齢化及び人口移動に伴う地域社会の変動と今後の対策に関する学際的研究報告書』（編著）全労済協会　2010年11月
- 『経済効果を生み出す環境まちづくり』（共著）ぎょうせい　2010年9月　ISBN 978-4-324-09167-8
- 『明日を目指す日本農業－Japanブランドと共生－』（共著）幸書房 　2007年10月　ISBN 978-4-7821-0308-1
- 『農に還るひとたち－定年帰農者とその支援組織－』（共著）農林統計協会  2005年8月　ISBN 4-541-03274-0
- 『農と食とフードシステム』（共著）農林統計協会  2002年5月　ISBN 4-541-02961-8
- 『JAの高齢社会への貢献』（共著） 家の光協会  1998年6月　ISBN 978-4-259-52130-1
- 『フードチェーンと食品産業』（共著）筑波書房  1995年3月　ISBN 4-8119-0127-4

## 所属学会等
- 日本農業経済学会
- 日本協同組合学会
- 日本有機農業学会
- 日本フードシステム学会
- 日本国際地域開発学会
- 日本村落研究学会